# Мадона дела Салуте (Венеција)
Мадона дела Салуте је насеље у Италији у округу Венеција, региону Венето.
Према процени из 2011. у насељу је живело 13 становника. Насеље се налази на надморској висини од 9 м.